# Santo Cristo (Príncipe)
Santo Cristo (portugies.: „Heiliger Christus“) ist ein Ort auf Príncipe im Distrikt Pagué im Inselstaat São Tomé und Príncipe. 2012 wurden 251 Einwohner gezählt.

## Geographie
Der Ort liegt im Osten der Insel, südöstlich des Hauptortes Santo António.